# Петросян, Николай Сергеевич
Петросян Николай Сергеевич (арм. Նիկոլայ Սերգեյի Պետրոսյան; род. 26 июня 1977 в Ереване, респ. Армения) — топ-менеджер в сфере киберспорта, CEO киберспортивного клуба Virtus.pro.

## Образование
Обучался в Ереванском государственном институте народного хозяйства (сейчас — Армянский государственный экономический университет) с 1994 по 1999 по специальности инженер-экономист.

## Карьера до киберспорта
В 2005 году стал первым сотрудником стартапа Чемпионат.ру, который позднее был выкуплен компанией SUP Media, занимавшейся развитием многочисленных медиа проектов, в том числе LiveJournal. После переезда в Москву в 2008 году Николай возглавил новостной отдел сайта, в 2011 стал заместителем главного редактора, а в 2014 возглавил редакцию. В должности главреда Чемпионат.com Николай Петросян работал четыре месяца, после чего в августе 2014 возглавил PR-департамент Adidas в СНГ. В ноябре 2016 присоединился к букмекерской компании Bwin Russia в качестве директора по маркетингу, где проработал до октября 2018.

## Киберспорт
В 2018 году присоединился к холдингу Esforce в качестве директора медиа-направления и руководителя медиаресурса Cybersport.ru. В январе 2021 года он сменил Антона Олейника на посту главы студии киберспортивных трансляций RuHub и совмещал управление двумя юнитами холдинга. 8 февраля 2022 года был назначен CEO холдинга ESforce, проработав на этой должности до 12 декабря 2022 года.
13 декабря 2022 года Николай Петросян возглавил киберспортивный клуб Virtus.pro, который на тот момент, после выхода из состава Esforce, находился под управлением нового инвестора Арама Караманукяна. Под руководством Петросяна Медведи увеличили количество соревновательных составов до 29, став одним из крупнейших мультигейминговых клубов в мире. Кроме того, Virtus.pro получили партнёрский статус с крупнейшими мировыми издателями, франшизами и федерациями, такими как EWCF, Tencent, Overwatch 2 и BLAST.

## Награды и премии
В 2013 году Николай Петросян был включён в список лучших молодых медиаменеджеров России, собранный международным агентством Odgers & Berndtson.
В 2020 году был отмечен в списке топ-100 лучших спортивных менеджеров России в номинации «Управление спортивным медиа».

## Участие в конференциях и крупных мероприятиях
Регулярно входит в состав жюри профессиональных премий, таких как Marspo (в сфере спортивного маркетинга) и «RB Awards» (в букмекерской сфере).
Ежегодно участвует в конференции New Global Sport Summit в Эр-Рияде. В прошлом также являлся членом жюри награды Golden Foot, церемония вручения которой ежегодно проводилась в Монте-Карло.

## Личная жизнь
Николай Петросян женат, у него двое детей — сын и дочь. Болеет за футбольный клуб «Ювентус». Любимая киберспортивная дисциплина — Counter-Strike.